# Da Capo 4
Da Capo 4 (～ダ・カーポ4～, Da Kāpo 4, usualmente abreviado como D.C.4) é um romance visual japonês desenvolvido pela Circus que foi lançado para Windows em 31 de maio de 2019 e para Nintendo Switch e PlayStation 4 em 19 de dezembro de 2019. Ele tem um spin-off, Da Capo 4 Fortunate Departures, que foi lançado para Windows em 26 de fevereiro de 2021 e para Nintendo Switch e PlayStation 4 em 27 de outubro de 2022. Ambos os jogos têm sua versão adulta, chamada Da Capo 4 Plus Harmony e Da Capo 4 Sweet Harmony, respectivamente, lançados para Windows em 27 de agosto de 2021 e 28 de abril de 2022. D.C.4 é o quarto jogo principal da série Da Capo, depois de Da Capo, Da Capo II e Da Capo III. O jogo foi anunciado pela primeira vez em 23 de setembro de 2018 e se passa em um cenário diferente de seus antecessores: a Ilha Kagami. A história é contada a partir da perspectiva do protagonista Ichito Tokisaka e a narrativa se concentra em seu relacionamento com as sete heroínas principais. A jogabilidade consiste principalmente em ler textos e diálogos entre as personagens e tomar decisões que podem alterar a rota da história que o jogador segue.

## Jogabilidade
Da Capo 4 é um romance visual no qual o jogador assume o papel de Ichito Tokisaka. A jogabilidade exige pouca interação do jogador, já que a maior parte da duração do jogo é passada simplesmente lendo o texto que aparece na tela, que representa o diálogo entre os vários personagens ou os pensamentos internos do protagonista. O texto é acompanhado por sprites de personagens, que representam com quem Kanata está falando, sobre a arte de fundo. Ao longo do jogo, o jogador encontra obras de arte em CG em determinados pontos da história, que tomam o lugar da arte de fundo e dos sprites dos personagens. De vez em quando, o jogador chegará a um ponto em que terá a chance de escolher entre várias opções. A jogabilidade é interrompida nesses pontos e, dependendo da escolha que o jogador fizer, o enredo progredirá em uma direção específica. Para experimentar todas as linhas de enredo do Da Capo 4, o jogador terá que jogar novamente o jogo várias vezes e tomar decisões diferentes para progredir o enredo em uma direção alternativa.

## Enredo
Ao contrário de seus antecessores da série Da Capo, que se passam na Ilha Hatsune, Da Capo 4 se passa na Ilha Kagami (香々見島, Kagami-jima), onde "as flores de cerejeira flutuam no céu". No entanto, a história se passa no inverno, de modo que as flores de cerejeira são substituídas por neve. Ichito Tokisaka, o protagonista, tem o poder mágico de ver espelhos flutuantes ao redor da ilha que refletem sorrisos. Ele pretende se tornar um verdadeiro mágico no futuro. Ichito frequenta a escola de ensino médio Academia Kagami (香々見学園, Kagami Gakuen), assim como seus interesses amorosos.
Os interesses amorosos de Da Capo 4 são Arisu Sagisawa, a heroína principal e uma aluna popular e extrovertida do ensino médio que frequentemente tem de recusar confissões; Nino Tokisaka, cunhada mais nova de Ichito e aluna de honra que adora gatos, apesar de ser alérgica a eles, e tem uma personalidade diabólica; Sorane Ōmi, amiga de infância de Ichito e Nino e vizinha do lado que gosta de cozinhar e age como uma irmã mais velha para eles; Hiyori Shirakawa, uma bela encrenqueira da turma de Ichito que assume o papel de contratante amorosa com uma alta taxa de sucesso; Shīna Hōjō, uma garota quieta, mas de língua afiada, que gosta de jogos e muitas vezes parece difícil de se aproximar; Miu Mishima, a presidente do comitê disciplinar que tem uma disposição tímida e sempre tem que repreender Hiyori; finalmente, Chiyoko Hinohara, uma garota excêntrica e alegre que se grava em transmissões ao vivo usando o nome artístico Choco.

## Desenvolvimento e lançamento
Da Capo 4 foi anunciado em 23 de setembro de 2018 como o 20.º projeto da Circus e o site oficial foi aberto em 11 de novembro de 2018. Da mesma forma que Da Capo III, nenhuma cena adulta foi criada para Da Capo 4, portanto o jogo é classificado para todas as idades. Os designers de personagens do jogo foram Natsuki Tanihara, Yuki Takano, Mamu Mitsumoto, Yū Kisaragi e Shayuri. Tanihara desenhou as personagens Arisu, Sorane, Chiyoko, KotoRI e Alice; os desenhos de Nino e Hiyori foram feitos por Takano; Mitsumomo fez o desenho da personagem Shīna; marcando o primeiro trabalho de ambos em um romance visual, Kisaragi desenhou Miu, enquanto Shayuri desenhou Ichito e personagens de apoio. Seis escritores foram designados para o cenário do jogo: Hasama, Nakamichi Sagara, Shingo Hifumi, Kei Hozumi, Izumi Yūnagi e Hakumai Manpukutei.
Uma edição limitada do Da Capo 4 foi lançada para computadores Windows em 31 de maio de 2019. Uma versão para Nintendo Switch e PlayStation 4 foi lançada em 19 de dezembro de 2019.

## Música
A música tema de abertura de Da Capo 4 é "D.C.4 (Atarashii Sekai)" (D.C.4　～新しい世界～), cantada por Rin'ca. O tema de abertura da rota intermediária "Koisuru Mode" (恋するMODE) também é cantado por Rin'ca. Yozuca canta "Sakura Biyori" (サクラ日和), a grande música-tema de Da Capo 4.